# モハメド・マディ・カマラ
モハメド・マディ・カマラ（フランス語: Mohamed Mady Camara、1997年2月28日 - ）は、ギニア・マタム出身の同国代表サッカー選手。PAOKテッサロニキ所属。ポジションはMF。

## クラブ歴
ASカローム・スター、サントバFCの下部組織に在籍し、2015年5月にリーグ・ドゥのACアジャクシオの練習に参加。ここでのトライアルでの印象が良かったため、2016年にプロ契約を締結した。2018年5月20日の昇格プレーオフ準決勝の後半アディショナルタイムに同点弾を決めたために試合はPK戦にまで縺れ込み、PKを5-3で勝利したため、結果的にこの試合の勝利の立役者の一人となった。
2018年3月6日に5年契約でギリシャ・スーパーリーグのオリンピアコスFCに移籍。移籍金は明らかになっていないが、250万ユーロほどであると推定されている。9月16日の試合で移籍後初得点。
2022年8月31日、買い取りオプション付きでASローマにレンタル移籍。

## 代表歴
2018年9月9日に行われたアフリカネイションズカップ2019予選・グループHの中央アフリカ共和国代表戦で代表初出場。その後、アフリカネイションズカップ2019の本戦にも出場した。

## タイトル

### クラブ
オリンピアコスFC
- スーパーリーグ：2019-20, 2020-21, 2021-22
- キペロ・エラーダス:2019-20, 2020-21

### 個人
- ギニア年間最優秀選手賞:2019-20